# 雷克斯福德 (堪薩斯州)
雷克斯福德（英語：Rexford）是一個位於美國堪薩斯州托馬斯縣的城市。

## 地方資料
根據2020年美國人口普查的數據，雷克斯福德的面積為0.68平方千米，當中陸地面積為0.68平方千米，而水域面積為0.00平方千米。當地共有人口197人，而人口密度為每平方千米289.71人。